# Merkur Andelskasse
Merkur Andelskasse er et dansk pengeinstitut organiseret som en andelskasse, der kombinerer klassisk bankdrift (indlån og udlån, samt fravalg af spekulation) med et ønske om at påvirke samfundet i bæredygtig retning gennem bankvirksomhed. Andelskassens hovedformål er at fremme en bæredygtig samfundsudvikling – miljømæssigt, socialt og kulturelt. Derfor låner man kun ud til økologisk bæredygtige virksomheder, friskoler, børnehaver, samt kulturelle og sociale projekter m.m. Udlån til virksomheder sker på baggrund af en vurdering af både de økonomiske og de samfundsmæssige, økologiske, sociale og kulturelle aspekter.
Merkur deltager i flere internationale netværk af ligesindede banker og finansielle institutter, bl.a. Global Alliance for Banking on Values, International Association of Investors in the Social Economy og European Federation of Ethical and Alternative Banks.
Ved udgangen af 2017 havde Merkur 29.888 kunder, og en balance på ca. 3,5 mia. Merkur har afdelinger i København, Aalborg og Aarhus.
Merkur startede i 1982 som en privat spare- og låneforening i Aalborg. Medlemmerne kunne så sætte penge ind på en konto og foreningen kunne finansiere små projekter blandt medlemmerne. Stifterne ville grundlæggende selv tage ansvar for, hvad deres penge blev brugt til. Fra 1985 blev foreningen omdannet til en andelskasse og dermed åben for offentligheden, samt ved samme lejlighed underlagt det almindelige tilsyn fra Finanstilsynet.
Merkur har hentet inspiration fra lignede banker i udlandet, fra bæredygtighedsprincipper og fra Rudolf Steiners analyse af samfundets grundlæggende funktioner fra 1919, hvor de optimale betingelser for erhvervsliv, kulturliv (herunder forskning og uddannelse) og lovgivning/forvaltning undersøges. Merkur har siden oprettelsen i 1982 arbejdet med finansiering af sociale, kulturelle og miljøvenlige erhvervsprojekter. Merkur er et fuldt udbygget pengeinstitut på både privat- og erhvervsområdet, og er bl.a. pengeinstitut for en række NGO'er.
Udover klassiske bankprodukter har Merkurs kunder mulighed for at vælge mere holdningsbaserede måder at spare op på. F.eks. kan kunderne vælge at øremærke deres opsparing, så pengene lånes ud til finansiering af Fair Trade-handel med leverandører i den tredje verden, eller man kan vælge at støtte forskellige humanitære organisationer eller en miljøorganisation via sin opsparing. I 2017 var Merkur, som den første bank i Danmark, med til i samarbejde med virksomheden Crowdinvest Arkiveret 6. september 2017 hos  Wayback Machine, at udbyde Crowdfunding af virksomheder, eller såkaldt Equity Crowdfunding.
Merkur tilbyder i samarbejde med blandt andet den hollandske etiske bank Triodos om formidling af etiske investeringsprodukter, som også tilbydes i forbindelse med pensionsopsparinger og firmapensioner. I 2017 formidlede Merkur bæredygtige og etiske investeringer for 537 mio. kr.